# UNICEF Open 2011
UNICEF Open 2011 — тенісний турнір, що проходив на відкритих кортах з трав'яним покриттям. Це був 22-й за ліком Rosmalen Grass Court Championships. Належав до категорії 250 у рамках Туру ATP 2011, а також категорії International у рамках Туру WTA 2011. І чоловічі, і жіночі змагання відбулись у парку Autotron у Rosmalen, поблизу Гертогенбоса (Нідерланди). Тривав з 12 до 18 червня 2011 року. Дмитро Турсунов і Роберта Вінчі здобули титули в одиночному розряді.

## Фінальна частина

### Чоловіки. Одиночний розряд
Дмитро Турсунов —  Іван Додіг, 6–3, 6–2
- Для Турсунова це був 1-й титул за рік і 7-й — за кар'єру.

### Одиночний розряд. Жінки
Роберта Вінчі —  Єлена Докич, 6–7(7–9), 6–3, 7–5
- Для Вінчі це був другий титул за сезон і 5-й — за кар'єру.

### Парний розряд. Чоловіки
Даніеле Браччалі /  Франтішек Чермак —  Роберт Ліндстедт /  Горія Текеу, 6–3, 2–6, [10–8]

### Парний розряд. Жінки
Барбора Стрицова /  Клара Закопалова —  Домініка Цібулкова /  Флавія Пеннетта, 1–6, 6–4, [10–7]

## Учасники

### Сіяні учасники
| Країна    | Гравець            | Рейтинг* | Сіяний |
| --------- | ------------------ | -------- | ------ |
| Іспанія   | Ніколас Альмагро   | 15       | 1      |
| Кіпр      | Маркос Багдатіс    | 32       | 2      |
| Бельгія   | Ксав'є Малісс      | 40       | 3      |
| Хорватія  | Іван Додіг         | 43       | 4      |
| Іспанія   | Марсель Гранольєрс | 46       | 5      |
| Фінляндія | Яркко Ніємінен     | 50       | 6      |
| Уругвай   | Пабло Куевас       | 52       | 7      |
| Франція   | Адріан Маннаріно   | 54       | 8      |

- Рейтинг подано станом на 6 червня 2011.

### Інші учасники
Нижче наведено учасників, які отримали вайлд-кард на участь в основній сітці:
- Маркос Багдатіс
- Джессі Гута Ґалунґ
- Хав'єр Марті

Гравці, що пробились в основну сітку через стадію кваліфікації:
- Арно Клеман
- Алехандро Фалья
- Костянтин Кравчук
- Ludovic Walter

## Учасниці

### Сіяні учасниці
| Країна     | Гравчиня           | Рейтинг* | Сіяна |
| ---------- | ------------------ | -------- | ----- |
| Бельгія    | Кім Клейстерс      | 2        | 1     |
| Росія      | Світлана Кузнецова | 12       | 2     |
| Бельгія    | Яніна Вікмаєр      | 18       | 3     |
| Італія     | Флавія Пеннетта    | 21       | 4     |
| Словаччина | Домініка Цібулкова | 23       | 5     |
| Росія      | Марія Кириленко    | 26       | 6     |
| Італія     | Роберта Вінчі      | 30       | 7     |
| Чехія      | Клара Закопалова   | 34       | 8     |

- Рейтинг подано станом на 6 червня 2011.

### Інші учасниці
Нижче наведено учасниць, які отримали вайлд-кард на участь в основній сітці:
- Кірстен Фліпкенс
- Лора Робсон
- Кікі Бертенс

Нижче наведено гравчинь, які пробились в основну сітку через стадію кваліфікації:
- Акгуль Аманмурадова
- Роміна Опранді
- Аранча Рус
- Алісон ван Ейтванк